# Puchar Azji w Piłce Nożnej 2019
Puchar Azji w Piłce Nożnej 2019 – 17. edycja Pucharu Azji w piłce nożnej. Turniej po raz drugi w historii rozgrywany był w Zjednoczonych Emiratach Arabskich, a tytułu broniła reprezentacja Australii, która w poprzedniej edycji, pokonała po dogrywce Koreę Południową. Od 2019 roku formuła rozgrywania turnieju została zmieniona i po raz pierwszy w jego historii rywalizowały ze sobą 24 drużyny narodowe.

## Gospodarz
Zjednoczone Emiraty Arabskie 9 marca 2015 zostały ogłoszone gospodarzem i o to miano rywalizowały z Iranem.

## Eliminacje
Zakwalifikowany do Pucharu Azji
     W trakcie kwalifikacji
     Odpadnięcie z kwalifikacji
     Zdyskwalifikowany
     Nie jest członkiem AFC

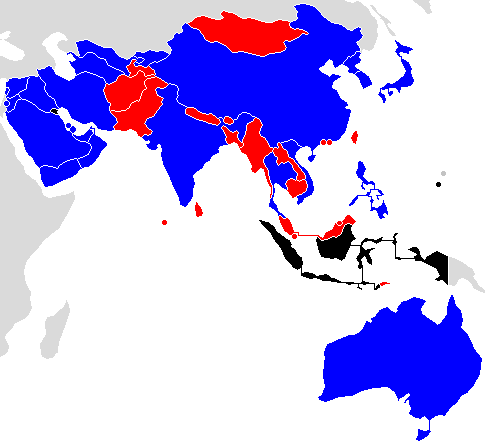
Zakwalifikowany do Pucharu Azji
W trakcie kwalifikacji
Odpadnięcie z kwalifikacji
Zdyskwalifikowany
Nie jest członkiem AFC

46 drużyn narodowych przystąpiło do rywalizacji o 23 wolne miejsca w turnieju (ZEA jako gospodarz miały zapewnioną kwalifikację do turnieju finałowego). W 2014 roku podczas posiedzenia Komitetu Wykonawczego AFC podjęto decyzję o połączeniu dwóch pierwszych rund kwalifikacyjnych do Pucharu Azji z eliminacjami do piłkarskich Mistrzostw Świata.
Do rozstawienia drużyn wykorzystano ranking FIFA ze stycznia 2015 roku. W pierwszej rundzie 12 najniżej sklasyfikowanych zespołów zostało skojarzonych w 6 par, który rywalizowały ze sobą w formacie mecz-rewanż o 6 miejsc premiowanych awansem do drugiej rundy. Zespoły te dołączyły do 34 pozostałych drużyn w drugiej rundzie, w której zostały podzielone na 8 grup po 5 drużyn. Bezpośredni awans do turnieju finałowego uzyskują zwycięzcy każdej z grup oraz 4 najlepsze drużyny w klasyfikacji drużyn z drugich miejsc. Zespoły, które zapewnią sobie awans w ten sposób będą dalej rywalizowały w kwalifikacjach do Mistrzostw Świata (w tym momencie drogi eliminacji do Pucharu Azji i do Mistrzostw Świata zostaną rozłączone).
Pozostałe drużyny z drugich miejsc, wszystkie drużyny, które zajmą trzecie miejsca w swoich grupach oraz 4 najlepsze z czwartych miejsc zagrają w trzeciej, decydującej rundzie eliminacji do Pucharu Azji. Reszta drużyn (czyli pozostałe drużyny z czwartych miejsc oraz wszystkie z piątych miejsc) zagrają w dodatkowej dwustopniowej fazie play-off, gdzie mecze rozgrywane będą systemem mecz i rewanż. W ten sposób wyłonionych zostanie ostatnich osiem drużyn, które wezmą udział w trzeciej rundzie eliminacji. W niej, 24 drużyny zostaną podzielone na 6 grup po 4 zespoły, które będą rywalizować ze sobą systemem kołowym. Po dwie najlepsze drużyny z każdej z grup uzupełnią stawkę finalistów turnieju.

## Stadiony
| Abu Zabi                                                     | Abu Zabi                                                     | Al-Ajn                  |
| ------------------------------------------------------------ | ------------------------------------------------------------ | ----------------------- |
| Zayed Sports City Stadium                                    | Al Jazira Stadium                                            | Hazza Bin Zayed Stadium |
| Pojemność: 44,000                                            | Pojemność: 42,056                                            | Pojemność: 25,965       |
|                                                              |                                                              |                         |
| Abu ZabiDubajAl-AjnSzardża Miasta-organizatorzy na mapie UAE | Abu ZabiDubajAl-AjnSzardża Miasta-organizatorzy na mapie UAE | Al-Ajn                  |
| Abu ZabiDubajAl-AjnSzardża Miasta-organizatorzy na mapie UAE | Abu ZabiDubajAl-AjnSzardża Miasta-organizatorzy na mapie UAE | Sheikh Khalifa Stadium  |
| Abu ZabiDubajAl-AjnSzardża Miasta-organizatorzy na mapie UAE | Abu ZabiDubajAl-AjnSzardża Miasta-organizatorzy na mapie UAE | Pojemność: 20,174       |
| Abu ZabiDubajAl-AjnSzardża Miasta-organizatorzy na mapie UAE | Abu ZabiDubajAl-AjnSzardża Miasta-organizatorzy na mapie UAE |                         |
| Abu ZabiDubajAl-AjnSzardża Miasta-organizatorzy na mapie UAE | Abu ZabiDubajAl-AjnSzardża Miasta-organizatorzy na mapie UAE | Abu Zabi                |
| Abu ZabiDubajAl-AjnSzardża Miasta-organizatorzy na mapie UAE | Abu ZabiDubajAl-AjnSzardża Miasta-organizatorzy na mapie UAE | Malab Al Nahajjan       |
| Abu ZabiDubajAl-AjnSzardża Miasta-organizatorzy na mapie UAE | Abu ZabiDubajAl-AjnSzardża Miasta-organizatorzy na mapie UAE | Pojemność: 15,000       |
| Abu ZabiDubajAl-AjnSzardża Miasta-organizatorzy na mapie UAE | Abu ZabiDubajAl-AjnSzardża Miasta-organizatorzy na mapie UAE |                         |
| Szardża                                                      | Dubaj                                                        | Dubaj                   |
| Malab asz-Szarika                                            | Al-Shabab Stadium                                            | Al-Nasr Stadium         |
| Pojemność: 15,000                                            | Pojemność: 12,000                                            | Pojemność: 12,000       |
|                                                              |                                                              |                         |

## Uczestnicy
W porównaniu do poprzedniej edycji tym razem tylko gospodarz turnieju miał zapewniony udział w turnieju finałowym. Pozostałe drużyny walczyły w eliminacjach o udział w turnieju.
| Drużyna                      | Grupa kwalifikacyjna                                         | Liczba występów | Najlepszy wynik                             | Ostatni występ |
| ---------------------------- | ------------------------------------------------------------ | --------------- | ------------------------------------------- | -------------- |
| Arabia Saudyjska             | zwycięzca druga runda Grupa A                                | 9               | Zwycięstwo (1984, 1988, 1996)               | 2015           |
| Australia                    | zwycięzca druga runda Grupa B                                | 3               | Zwycięstwo (2015)                           | 2015           |
| Katar                        | zwycięzca druga runda Grupa C                                | 9               | Ćwierćfinał (2000, 2011)                    | 2015           |
| Iran                         | zwycięzca druga runda Grupa D                                | 13              | Zwycięstwo (1968, 1972, 1976)               | 2015           |
| Japonia                      | zwycięzca druga runda Grupa E                                | 8               | Zwycięstwo (1992, 2000, 2004, 2011)         | 2015           |
| Tajlandia                    | zwycięzca druga runda Grupa F                                | 6               | III miejsce (1972)                          | 2007           |
| Korea Południowa             | zwycięzca druga runda Grupa G                                | 13              | Zwycięstwo (1956, 1960)                     | 2015           |
| Uzbekistan                   | zwycięzca Druga runda Grupa H                                | 6               | IV miejsce (2011)                           | 2015           |
| Irak                         | I miejsce klasyfikacja drużyn z drugich miejsc druga runda   | 8               | Zwycięstwo (2007)                           | 2015           |
| Syria                        | II miejsce klasyfikacja drużyn z drugich miejsc druga runda  | 5               | Faza Grupowa (1980, 1984, 1988, 1996, 2011) | 2011           |
| Zjednoczone Emiraty Arabskie | III miejsce klasyfikacja drużyn z drugich miejsc druga runda | 9               | II miejsce (1996)                           | 2015           |
| Chiny                        | IV miejsce klasyfikacja drużyn z drugich miejsc druga runda  | 11              | II miejsce (1984, 2004)                     | 2015           |
| Indie                        | I miejsce trzecia runda Grupa A                              | 4               | III miejsce (1964)                          | 2011           |
| Kirgistan                    | II miejsce trzecia runda Grupa A                             | debiutant       | debiutant                                   | debiutant      |
| Liban                        | I miejsce trzecia runda Grupa B                              | 1               | Faza grupowa (2000)                         | 2000           |
| Korea Północna               | II miejsce trzecia runda Grupa B                             | 5               | IV miejsce (1980)                           | 2015           |
| Jordania                     | I miejsce trzecia runda Grupa C                              | 3               | Ćwierćfinał (2004, 2011)                    | 2015           |
| Wietnam                      | II miejsce trzecia runda Grupa C                             | 4               | IV miejsce (1956, 1960)                     | 2007           |
| Oman                         | I miejsce trzecia runda Grupa D                              | 3               | Faza grupowa (2004, 2007, 2015)             | 2015           |
| Palestyna                    | II miejsce trzecia runda Grupa D                             | 1               | Faza grupowa (2015)                         | 2015           |
| Bahrajn                      | I miejsce trzecia runda Grupa E                              | 5               | IV miejsce (2004)                           | 2015           |
| Turkmenistan                 | II miejsce trzecia runda Grupa E                             | 1               | Faza grupowa (2004)                         | 2004           |
| Filipiny                     | I miejsce trzecia runda Grupa F                              | debiutant       | debiutant                                   | debiutant      |
| Jemen                        | II miejsce trzecia runda Grupa F                             | debiutant       | debiutant                                   | debiutant      |

## Rozgrywki
Drużyny z pierwszego i drugiego miejsca z każdej grupy miały zapewniony awans do 1/8 finału. Cztery najlepsze zespoły, które zajęły 3. miejsce w swoich grupach, również awansowały do fazy pucharowej. Schemat rywalizacji z drużynami z trzeciego miejsca wyznaczony był w następujący sposób.
| 4 najlepsze zespoły z 3. miejsc | Rywal zwycięzcy grupy A | Rywal zwycięzcy grupy B | Rywal zwycięzcy grupy C | Rywal zwycięzcy grupy D |
| ------------------------------- | ----------------------- | ----------------------- | ----------------------- | ----------------------- |
| A B C D                         | 3. miejsce z grupy C    | 3. miejsce z grupy D    | 3. miejsce z grupy A    | 3. miejsce z grupy B    |
| A B C E                         | 3. miejsce z grupy C    | 3. miejsce z grupy A    | 3. miejsce z grupy B    | 3. miejsce z grupy E    |
| A B C F                         | 3. miejsce z grupy C    | 3. miejsce z grupy A    | 3. miejsce z grupy B    | 3. miejsce z grupy F    |
| A B D E                         | 3. miejsce z grupy D    | 3. miejsce z grupy A    | 3. miejsce z grupy B    | 3. miejsce z grupy E    |
| A B D F                         | 3. miejsce z grupy D    | 3. miejsce z grupy A    | 3. miejsce z grupy B    | 3. miejsce z grupy F    |
| A B E F                         | 3. miejsce z grupy E    | 3. miejsce z grupy A    | 3. miejsce z grupy B    | 3. miejsce z grupy F    |
| A C D E                         | 3. miejsce z grupy C    | 3. miejsce z grupy D    | 3. miejsce z grupy A    | 3. miejsce z grupy E    |
| A C D F                         | 3. miejsce z grupy C    | 3. miejsce z grupy D    | 3. miejsce z grupy A    | 3. miejsce z grupy F    |
| A C E F                         | 3. miejsce z grupy C    | 3. miejsce z grupy A    | 3. miejsce z grupy F    | 3. miejsce z grupy E    |
| A D E F                         | 3. miejsce z grupy D    | 3. miejsce z grupy A    | 3. miejsce z grupy F    | 3. miejsce z grupy E    |
| B C D E                         | 3. miejsce z grupy C    | 3. miejsce z grupy D    | 3. miejsce z grupy B    | 3. miejsce z grupy E    |
| B C D F                         | 3. miejsce z grupy C    | 3. miejsce z grupy D    | 3. miejsce z grupy B    | 3. miejsce z grupy F    |
| B C E F                         | 3. miejsce z grupy E    | 3. miejsce z grupy C    | 3. miejsce z grupy B    | 3. miejsce z grupy F    |
| B D E F                         | 3. miejsce z grupy E    | 3. miejsce z grupy D    | 3. miejsce z grupy B    | 3. miejsce z grupy F    |
| C D E F                         | 3. miejsce z grupy C    | 3. miejsce z grupy D    | 3. miejsce z grupy F    | 3. miejsce z grupy E    |

## Faza grupowa

### Zasady
Za zwycięstwo w meczu przyznawane były 3 punkty, za remis – 1 punkt, za porażkę – 0 punktów, o kolejności w grupie decydowała suma zdobytych punktów. Do 1/8 finału awansowali wszyscy zwycięzcy grup, wszystkie drużyny z 2. miejsc oraz cztery najlepsze drużyny z 3. miejsc.
Gdy dwie lub więcej drużyn uzyskały tę samą liczbę punktów (po rozegraniu wszystkich meczów w grupie), o kolejności w grupie decydowały określone kryteria, kolejno:
1. większa liczba punktów zdobytych w meczach pomiędzy tymi drużynami (tzn. drużynami, dla których rozstrzyga się kolejność);
2. lepszy bilans (większa różnica) bramek zdobytych i straconych w meczach pomiędzy tymi drużynami;
3. większa liczba bramek zdobytych w meczach pomiędzy tymi drużynami;
4. jeżeli po zastosowaniu kryteriów 1-3 pozostają drużyny, dla których nie rozstrzygnięto kolejności, kryteria 1-3 powtarza się z udziałem tylko tych drużyn; jeżeli kolejność jest nierozstrzygnięta, stosuje się dalsze punkty;
5. lepszy bilans (większa różnica) bramek zdobytych i straconych we wszystkich meczach w grupie;
6. większa liczba bramek zdobytych we wszystkich meczach w grupie;
7. seria rzutów karnych, jeżeli dwie drużyny uzyskały tę samą liczbę punktów, tę samą liczbę bramek, grają ostatni grupowy mecz ze sobą i remisują na koniec tego meczu, a inne drużyny nie uzyskały tej samej liczby punktów;
8. klasyfikacja fair play;
9. losowanie;

4 najlepsze drużyny, spośród tych, które zajęły 3. miejsca w grupach, ustala się na podstawie następujących kryteriów (biorąc pod uwagę wszystkie mecze grupowe), kolejno:
1. większa liczba zdobytych punktów;
2. lepszy bilans (większa różnica) bramek zdobytych i straconych;
3. większa liczba bramek zdobytych;
4. klasyfikacja fair play turnieju finałowego;
5. losowanie;

Legenda do tabelek:
     awans do 1/8 finału
     możliwy awans do 1/8 finału
- Pkt – liczba punktów
- M – liczba meczów
- W – wygrane
- R – remisy
- P – porażki
- Br+ – bramki zdobyte
- Br− – bramki stracone
- +/− – bilans bramek

### Grupa A
| Zespół                           | Pkt | M | W | R | P | Br+ | Br− | +/− |
| -------------------------------- | --- | - | - | - | - | --- | --- | --- |
| Zjednoczone Emiraty Arabskie (A) | 5   | 3 | 1 | 2 | 0 | 4   | 2   | +2  |
| Tajlandia (A)                    | 4   | 3 | 1 | 1 | 1 | 3   | 5   | -2  |
| Bahrajn (A)                      | 4   | 3 | 1 | 1 | 1 | 2   | 2   | 0   |
| Indie                            | 3   | 3 | 1 | 0 | 2 | 4   | 4   | 0   |

A - Awans z grupy.
| 5 stycznia 2019 17:00 CET | Zjednoczone Emiraty Arabskie · Khalil 88' (k.) | 1:1(0:0)Raport | Bahrajn · Al-Romaihi 78' | Zayed Sports City Stadium, Abu Zabi Widzów: 33 878 Sędzia: Adham Mohammad |
|                           |                                                |                |                          |                                                                           |

| 6 stycznia 2019 14:30 CET | Tajlandia · Dangda 33' | 1:4(1:1)Raport | Indie · Chhetri 27' (k.), 46' · Thapa 68' · Lalpekhlua 80' | Malab Al Nahajjan, Abu Zabi Widzów: 3 250 Sędzia: Kwok Man Liu |
|                           |                        |                |                                                            |                                                                |

| 10 stycznia 2019 12:00 CET | Bahrajn | 0:1(0:0)Raport | Tajlandia · Songkrasin 58' | Al-Nasr Stadium, Dubaj Widzów: 2 720 Sędzia: Chris Beath |
|                            |         |                |                            |                                                          |

| 10 stycznia 2019 17:00 CET | Indie | 0:2(0:1)Raport | Zjednoczone Emiraty Arabskie · Khalfan Mubarak 41' · Mabkhout 88' | Zayed Sports City Stadium, Abu Zabi Widzów: 43 206 Sędzia: César Arturo Ramos |
|                            |       |                |                                                                   |                                                                               |

| 14 stycznia 2019 17:00 CET | Zjednoczone Emiraty Arabskie · Mabkhout 7' | 1:1(1:1)Raport | Tajlandia · Puangchan 41' | Hazza Bin Zayed Stadium, Al-Ajn Widzów: 17 809 Sędzia: Ryuji Sato |
|                            |                                            |                |                           |                                                                   |

| 14 stycznia 2019 17:00 CET | Indie | 0:1(0:0)Raport | Bahrajn · Rashid 90+1' | Malab asz-Szarika, Szardża Widzów: 11 417 Sędzia: Ilgiz Tantashev |
|                            |       |                |                        |                                                                   |

### Grupa B
| Zespół        | Pkt | M | W | R | P | Br+ | Br− | +/− |
| ------------- | --- | - | - | - | - | --- | --- | --- |
| Jordania (A)  | 7   | 3 | 2 | 1 | 0 | 3   | 0   | +3  |
| Australia (A) | 6   | 3 | 2 | 0 | 1 | 6   | 3   | +3  |
| Palestyna     | 2   | 3 | 0 | 2 | 1 | 0   | 3   | -3  |
| Syria         | 1   | 3 | 0 | 1 | 2 | 2   | 5   | -3  |

A - Awans z grupy.
| 6 stycznia 2019 12:00 CET | Australia | 0:1(0:1)Raport | Jordania · Bani Jasin 26' | Hazza Bin Zayed Stadium, Al-Ajn Widzów: 4 934 Sędzia: Ahmed Al Kaf |
|                           |           |                |                           |                                                                    |

| 6 stycznia 2019 17:00 CET | Syria | 0:0(0:0)Raport | Palestyna | Malab asz-Szarika, Szardża Widzów: 8 471 Sędzia: Ravshan Ermatov |
|                           |       |                |           |                                                                  |

| 10 stycznia 2019 14:30 CET | Jordania · Al-Taamari 26' · Khattab 43' | 2:0(2:0)Raport | Syria | Sheikh Khalifa International Stadium, Al-Ajn Widzów: 9 152 Sędzia: Kim Dong-jin |
|                            |                                         |                |       |                                                                                 |

| 11 stycznia 2019 12:00 CET | Palestyna | 0:3(0:2) | Australia · Maclaren 18' · Mabil 20' · Giannou 90' | Al-Shabab Stadium, Dubaj Widzów: 11 915 Sędzia: Valentin Kovalenko |
|                            |           |          |                                                    |                                                                    |

| 15 stycznia 2019 14:30 CET | Australia · Mabil 41' · Ikonomidis 54' · Rogic 90+3' | 3:2(1:1)Raport | Syria · Kharbin 43' · Al Somah 80' (k.) | Sheikh Khalifa International Stadium, Al-Ajn Widzów: 10 429 Sędzia: César Arturo Ramos |
|                            |                                                      |                |                                         |                                                                                        |

| 15 stycznia 2019 14:30 CET | Palestyna | 0:0(0:0)Raport | Jordania | Al Jazira Stadium, Al-Ajn Widzów: 20 843 Sędzia: Mohanad Qassim |
|                            |           |                |          |                                                                 |

### Grupa C
| Zespół               | Pkt | M | W | R | P | Br+ | Br− | +/− |
| -------------------- | --- | - | - | - | - | --- | --- | --- |
| Korea Południowa (A) | 9   | 3 | 3 | 0 | 0 | 4   | 0   | +4  |
| Chiny (A)            | 6   | 3 | 2 | 0 | 1 | 5   | 3   | +2  |
| Kirgistan (A)        | 3   | 3 | 1 | 0 | 2 | 4   | 4   | 0   |
| Filipiny             | 0   | 3 | 0 | 0 | 3 | 1   | 7   | -6  |

A - Awans z grupy.
| 7 stycznia 2019 12:00 CET | Chiny · Matiasz 50' (sam.) · Yu Dabao 78' | 2:1(0:1)Raport | Kirgistan · Israiłow 42' | Sheikh Khalifa International Stadium, Al-Ajn Widzów: 1 839 Sędzia: Mohammed Abdulla Mohamed |
|                           |                                           |                |                          |                                                                                             |

| 7 stycznia 2019 14:30 CET | Korea Południowa · Hwang Ui-jo 68' | 1:0(0:0)Raport | Filipiny | Al-Nasr Stadium, Dubaj Widzów: 3 185 Sędzia: Nawaf Szukr Allah |
|                           |                                    |                |          |                                                                |

| 11 stycznia 2019 14:30 CET | Filipiny | 0:3(0:1)Raport | Chiny · Wu Lei 40', 66' · Yu Dabao 80' | Al Jazira Stadium, Abu Zabi Widzów: 16 013 Sędzia: Hiroyuki Kimura |
|                            |          |                |                                        |                                                                    |

| 11 stycznia 2019 17:00 CET | Kirgistan | 0:1(0:1)Raport | Korea Południowa · Kim Min-jae 41' | Hazza Bin Zayed Stadium, Al-Ajn Widzów: 4 893 Sędzia: Khamis Al-Marri |
|                            |           |                |                                    |                                                                       |

| 16 stycznia 2019 14:30 CET | Korea Południowa · Hwang Ui-jo 14' (k.) · Kim Min-jae 51' | 2:0(1:0)Raport | Chiny | Malab Al Nahajjan, Abu Zabi Widzów: 13 579 Sędzia: Abdulrahman Al-Jassim |
|                            |                                                           |                |       |                                                                          |

| 16 stycznia 2019 14:30 CET | Kirgistan · Luks 24', 51', 77' | 3:1(1:0)Raport | Filipiny · Schröck 80' | Al-Shabab Stadium, Dubaj Widzów: 4 217 Sędzia: Turki Al-Khudhayr |
|                            |                                |                |                        |                                                                  |

### Grupa D
| Zespół      | Pkt | M | W | R | P | Br+ | Br− | +/− |
| ----------- | --- | - | - | - | - | --- | --- | --- |
| Iran (A)    | 7   | 3 | 2 | 1 | 0 | 7   | 0   | +7  |
| Irak (A)    | 7   | 3 | 2 | 1 | 0 | 6   | 2   | +4  |
| Wietnam (A) | 3   | 3 | 1 | 0 | 2 | 4   | 5   | -1  |
| Jemen       | 0   | 3 | 0 | 0 | 3 | 0   | 10  | -10 |

A - Awans z grupy.
| 7 stycznia 2019 17:00 CET | Iran · Taremi 12', 25' · Deżagah 23' · Azmun 53' · Ghoddus 78' | 5:0(3:0)Raport | Jemen | Al Jazira Stadium, Abu Zabi Widzów: 5 301 Sędzia: Ryuji Sato |
|                           |                                                                |                |       |                                                              |

| 8 stycznia 2019 14:30 CET | Irak · M. Ali 35' · Tariq 60' · Adnan 90' | 3:2(1:2)Raport | Wietnam · Faez 24' (sam.) · Nguyễn Công Phượng 42' | Zayed Sports City Stadium, Abu Zabi Widzów: 4 779 Sędzia: Abdulrahman Al-Jassim |
|                           |                                           |                |                                                    |                                                                                 |

| 12 stycznia 2019 12:00 CET | Wietnam | 0:2(0:1)Raport | Iran · Azmun 38', 69' | Malab Al Nahajjan, Abu Zabi Widzów: 10 841 Sędzia: Muhammad Taqi |
|                            |         |                |                       |                                                                  |

| 12 stycznia 2019 14:30 CET | Jemen | 0:3(0:2)Raport | Irak · M. Ali 11' · Resan 19' · Abbas 90+1' | Malab asz-Szarika, Szardża Widzów: 9 757 Sędzia: Fu Ming |
|                            |       |                |                                             |                                                          |

| 16 stycznia 2019 17:00 CET | Wietnam · Nguyễn Quang Hải 38' · Quế Ngọc Hải 64' (k.) | 2:0(1:0)Raport | Jemen | Hazza Bin Zayed Stadium, Al-Ajn Widzów: 8 237 Sędzia: Ahmed Al-Kaf |
|                            |                                                        |                |       |                                                                    |

| 16 stycznia 2019 17:00 CET | Iran | 0:0(0:0)Raport | Irak | Al-Nasr Stadium, Dubaj Widzów: 15 038 Sędzia: Ravshan Ermatov |
|                            |      |                |      |                                                               |

### Grupa E
| Zespół               | Pkt | M | W | R | P | Br+ | Br− | +/− |
| -------------------- | --- | - | - | - | - | --- | --- | --- |
| Katar (A)            | 9   | 3 | 3 | 0 | 0 | 10  | 0   | +10 |
| Arabia Saudyjska (A) | 6   | 3 | 2 | 0 | 1 | 6   | 2   | +4  |
| Liban                | 3   | 3 | 1 | 0 | 2 | 4   | 5   | -1  |
| Korea Północna       | 0   | 3 | 0 | 0 | 3 | 1   | 14  | -13 |

A - Awans z grupy.
| 8 stycznia 2019 17:00 CET | Arabia Saudyjska · Bahebri 28' · Al-Fatil 37' · Al-Dawsari 70' · Al-Muwallad 87' | 4:0(2:0)Raport | Korea Północna | Al-Shabab Stadium, Dubaj Widzów: 5 075 Sędzia: Peter Green |
|                           |                                                                                  |                |                |                                                            |

| 9 stycznia 2019 17:00 CET | Katar · Al-Rawi 65' · Ali 79' | 2:0(0:0)Raport | Liban | Hazza Bin Zayed Stadium, Al-Ajn Widzów: 7 847 Sędzia: Ma Ning |
|                           |                               |                |       |                                                               |

| 12 stycznia 2019 17:00 CET | Liban | 0:2(0:1)Raport | Arabia Saudyjska · Al-Muwallad 12' · Al-Moqahwi 67' | Al-Nasr Stadium, Dubaj Widzów: 13 792 Sędzia: Ali Sabah |
|                            |       |                |                                                     |                                                         |

| 13 stycznia 2019 12:00 CET | Korea Północna | 0:6(0:3)Raport | Katar · Ali 9', 11', 55', 60' · Khoukhi 43' · Hassan 68' | Sheikh Khalifa International Stadium, Al-Ajn Widzów: 452 Sędzia: Hettikamkanamge Perera |
|                            |                |                |                                                          |                                                                                         |

| 17 stycznia 2019 17:00 CET | Arabia Saudyjska | 0:2(0:1)Raport | Katar · Ali 45+1', 80' | Zayed Sports City Stadium, Abu Zabi Widzów: 16 067 Sędzia: Kim Dong-jin |
|                            |                  |                |                        |                                                                         |

| 17 stycznia 2019 17:00 CET | Liban · F. Michel 27' · El-Helwe 65', 90+8' · Matuk 80' (k.) | 4:1(1:1)Raport | Korea Północna · Pak Kwang-ryong 9' | Malab asz-Szarika, Szardża Widzów: 4 332 Sędzia: Chris Beath |
|                            |                                                              |                |                                     |                                                              |

### Grupa F
| Zespół         | Pkt | M | W | R | P | Br+ | Br− | +/− |
| -------------- | --- | - | - | - | - | --- | --- | --- |
| Japonia (A)    | 9   | 3 | 3 | 0 | 0 | 6   | 3   | +3  |
| Uzbekistan (A) | 6   | 3 | 2 | 0 | 1 | 7   | 3   | +4  |
| Oman (A)       | 3   | 3 | 1 | 0 | 2 | 4   | 4   | 0   |
| Turkmenistan   | 0   | 3 | 0 | 0 | 3 | 3   | 10  | -7  |

| 9 stycznia 2019 12:00 CET | Japonia · Ōsako 56', 60' · Doan 71' | 3:2(0:1)Raport | Turkmenistan · Amanow 26' · Ataýew 79' (k.) | Malab Al Nahajjan, Abu Zabi Widzów: 5 725 Sędzia: Alireza Faghani |
|                           |                                     |                |                                             |                                                                   |

| 9 stycznia 2019 14:30 CET | Uzbekistan · Ahmedov 34' · Shomurodov 85' | 2:1(1:0)Raport | Oman · Mu. Al-Ghassani 72' | Malab asz-Szarika, Szardża Widzów: 9 424 Sędzia: Ko Hyung-jin |
|                           |                                           |                |                            |                                                               |

| 13 stycznia 2019 14:30 CET | Oman | 0:1(0:1)Raport | Japonia · Haraguchi 28' (k.) | Zayed Sports City Stadium, Abu Zabi Widzów: 12 110 Sędzia: Mohd Amirul Izwan Yaacob |
|                            |      |                |                              |                                                                                     |

| 13 stycznia 2019 17:00 CET | Turkmenistan | 0:4(0:4)Raport | Uzbekistan · Sidikov 17' · Shomurodov 24', 42' · Masharipov 40' | Al-Shabab Stadium, Dubaj Widzów: 4 354 Sędzia: Ammar Al-Jeneibi |
|                            |              |                |                                                                 |                                                                 |

| 17 stycznia 2019 14:30 CET | Oman · Kano 20' · Mu. Al-Ghassani 84' · Al-Musalami 90+4' | 3:1(1:1)Raport | Turkmenistan · Annadurdyýew 41' | Al Jazira Stadium, Abu Zabi Widzów: 8 338 Sędzia: Nawaf Szukr Allah |
|                            |                                                           |                |                                 |                                                                     |

| 17 stycznia 2019 14:30 CET | Japonia · Mutō 43' · Shiotani 58' | 2:1(1:1)Raport | Uzbekistan · Shomurodov 40' | Sheikh Khalifa International Stadium, Al-Ajn Widzów: 7 005 Sędzia: Mohammed Abdulla Hassan Mohamed |
|                            |                                   |                |                             | |

### Klasyfikacja drużyn z trzecich miejsc
| Grupa | Zespół        | Pkt | M | W | R | P | Br+ | Br− | +/− |
| ----- | ------------- | --- | - | - | - | - | --- | --- | --- |
| A     | Bahrajn (A)   | 4   | 3 | 1 | 1 | 1 | 2   | 2   | 0   |
| C     | Kirgistan (A) | 3   | 3 | 1 | 0 | 2 | 4   | 4   | 0   |
| F     | Oman (A)      | 3   | 3 | 1 | 0 | 2 | 4   | 4   | 0   |
| D     | Wietnam (A)   | 3   | 3 | 1 | 0 | 2 | 4   | 5   | -1  |
| E     | Liban         | 3   | 3 | 1 | 0 | 2 | 4   | 5   | -1  |
| B     | Palestyna     | 2   | 3 | 0 | 2 | 1 | 0   | 3   | -3  |

## Faza pucharowa
|  |                        |                    |                        |                        |   |             |                        |             |  |  |          |          |          |  |  |       |       |       |
|  | 1/8 finału             | 1/8 finału         | 1/8 finału             |                        |   | Ćwierćfinał | Ćwierćfinał            | Ćwierćfinał |  |  | Półfinał | Półfinał | Półfinał |  |  | Finał | Finał | Finał |
|  | 1/8 finału             | 1/8 finału         | 1/8 finału             |                        |   | Ćwierćfinał | Ćwierćfinał            | Ćwierćfinał |  |  | Półfinał | Półfinał | Półfinał |  |  | Finał | Finał | Finał |
|  | 20 stycznia – Al-Ajn   |                    |                        |                        |   |             |                        |             |  |  |          |          |          |  |  |       |       |       |
|  |                        |                    |                        |                        |   |             |                        |             |  |  |          |          |          |  |  |       |       |       |
|  | Tajlandia              | Tajlandia          | 1                      |                        |   |             |                        |             |  |  |          |          |          |  |  |       |       |       |
|  | Tajlandia              | Tajlandia          | 1                      | 24 stycznia – Abu Zabi |   |             |                        |             |  |  |          |          |          |  |  |       |       |       |
|  | Chiny                  | Chiny              | 2                      |                        |   |             |                        |             |  |  |          |          |          |  |  |       |       |       |
|  | Chiny                  | Chiny              | 2                      |                        |   | Chiny       | Chiny                  | 0           |  |  |          |          |          |  |  |       |       |       |
|  | 20 stycznia – Abu Zabi |                    |                        |                        |   | Chiny       | Chiny                  | 0           |  |  |          |          |          |  |  |       |       |       |
|  |                        |                    | Iran                   | Iran                   | 3 |             |                        |             |  |  |          |          |          |  |  |       |       |       |
|  | Iran                   | Iran               | Iran                   | Iran                   | 3 | 2           |                        |             |  |  |          |          |          |  |  |       |       |       |
|  | Iran                   | Iran               |                        |                        |   | 2           | 28 stycznia – Al-Ajn   |             |  |  |          |          |          |  |  |       |       |       |
|  | Oman                   | Oman               | 0                      |                        |   |             |                        |             |  |  |          |          |          |  |  |       |       |       |
|  | Oman                   | Oman               | 0                      |                        |   | Iran        | Iran                   | 0           |  |  |          |          |          |  |  |       |       |       |
|  | 20 stycznia – Dubaj    |                    |                        |                        |   | Iran        | Iran                   | 0           |  |  |          |          |          |  |  |       |       |       |
|  |                        |                    | Japonia                | Japonia                | 3 |             |                        |             |  |  |          |          |          |  |  |       |       |       |
|  | Jordania               | Jordania           | Japonia                | Japonia                | 3 | 1(2)        |                        |             |  |  |          |          |          |  |  |       |       |       |
|  | Jordania               | Jordania           | 24 stycznia – Dubaj    |                        |   | 1(2)        |                        |             |  |  |          |          |          |  |  |       |       |       |
|  | Wietnam (kar.)         | Wietnam (kar.)     | 1(4)                   |                        |   |             |                        |             |  |  |          |          |          |  |  |       |       |       |
|  | Wietnam (kar.)         | Wietnam (kar.)     | 1(4)                   |                        |   | Wietnam     | Wietnam                | 0           |  |  |          |          |          |  |  |       |       |       |
|  | 21 stycznia – Szardża  |                    |                        |                        |   | Wietnam     | Wietnam                | 0           |  |  |          |          |          |  |  |       |       |       |
|  |                        |                    | Japonia                | Japonia                | 1 |             |                        |             |  |  |          |          |          |  |  |       |       |       |
|  | Japonia                | Japonia            | Japonia                | Japonia                | 1 | 1           |                        |             |  |  |          |          |          |  |  |       |       |       |
|  | Japonia                | Japonia            |                        |                        |   | 1           | 1 lutego – Abu Zabi    |             |  |  |          |          |          |  |  |       |       |       |
|  | Arabia Saudyjska       | Arabia Saudyjska   | 0                      |                        |   |             |                        |             |  |  |          |          |          |  |  |       |       |       |
|  | Arabia Saudyjska       | Arabia Saudyjska   | 0                      |                        |   | Japonia     | Japonia                | 1           |  |  |          |          |          |  |  |       |       |       |
|  | 22 stycznia – Dubaj    |                    |                        |                        |   | Japonia     | Japonia                | 1           |  |  |          |          |          |  |  |       |       |       |
|  |                        |                    | Katar                  | Katar                  | 3 |             |                        |             |  |  |          |          |          |  |  |       |       |       |
|  | Korea Płd. (dogr.)     | Korea Płd. (dogr.) | Katar                  | Katar                  | 3 | 2           |                        |             |  |  |          |          |          |  |  |       |       |       |
|  | Korea Płd. (dogr.)     | Korea Płd. (dogr.) | 25 stycznia – Abu Zabi |                        |   | 2           |                        |             |  |  |          |          |          |  |  |       |       |       |
|  | Bahrajn                | Bahrajn            | 1                      |                        |   |             |                        |             |  |  |          |          |          |  |  |       |       |       |
|  | Bahrajn                | Bahrajn            | 1                      |                        |   | Korea Płd.  | Korea Płd.             | 0           |  |  |          |          |          |  |  |       |       |       |
|  | 22 stycznia – Abu Zabi |                    |                        |                        |   | Korea Płd.  | Korea Płd.             | 0           |  |  |          |          |          |  |  |       |       |       |
|  |                        |                    | Katar                  | Katar                  | 1 |             |                        |             |  |  |          |          |          |  |  |       |       |       |
|  | Katar                  | Katar              | Katar                  | Katar                  | 1 | 1           |                        |             |  |  |          |          |          |  |  |       |       |       |
|  | Katar                  | Katar              |                        |                        |   | 1           | 29 stycznia – Abu Zabi |             |  |  |          |          |          |  |  |       |       |       |
|  | Irak                   | Irak               | 0                      |                        |   |             |                        |             |  |  |          |          |          |  |  |       |       |       |
|  | Irak                   | Irak               | 0                      |                        |   | Katar       | Katar                  | 4           |  |  |          |          |          |  |  |       |       |       |
|  | 21 stycznia – Abu Zabi |                    |                        |                        |   | Katar       | Katar                  | 4           |  |  |          |          |          |  |  |       |       |       |
|  |                        |                    | ZEA                    | ZEA                    | 0 |             |                        |             |  |  |          |          |          |  |  |       |       |       |
|  | ZEA (dogr.)            | ZEA (dogr.)        | ZEA                    | ZEA                    | 0 | 3           |                        |             |  |  |          |          |          |  |  |       |       |       |
|  | ZEA (dogr.)            | ZEA (dogr.)        | 25 stycznia – Al-Ajn   |                        |   | 3           |                        |             |  |  |          |          |          |  |  |       |       |       |
|  | Kirgistan              | Kirgistan          | 2                      |                        |   |             |                        |             |  |  |          |          |          |  |  |       |       |       |
|  | Kirgistan              | Kirgistan          | 2                      |                        |   | ZEA         | ZEA                    | 1           |  |  |          |          |          |  |  |       |       |       |
|  | 21 stycznia – Al-Ajn   |                    |                        |                        |   | ZEA         | ZEA                    | 1           |  |  |          |          |          |  |  |       |       |       |
|  |                        |                    | Australia              | Australia              | 0 |             |                        |             |  |  |          |          |          |  |  |       |       |       |
|  | Australia (kar.)       | Australia (kar.)   | Australia              | Australia              | 0 | 0(4)        |                        |             |  |  |          |          |          |  |  |       |       |       |
|  | Australia (kar.)       | Australia (kar.)   |                        |                        |   |             |                        |             |  |  |          |          |          |  |  |       |       |       |
|  | Uzbekistan             | Uzbekistan         | 0(2)                   |                        |   |             |                        |             |  |  |          |          |          |  |  |       |       |       |
|  | Uzbekistan             | Uzbekistan         | 0(2)                   |                        |   |             |                        |             |  |  |          |          |          |  |  |       |       |       |

### 1/8 finału
| 20 stycznia 2019 12:00 CET                        | Jordania · Abdul-Rahman 39' | 1:1 (dogr.) k. 2:4(1:0, 1:1, 1:1)Raport                                             | Wietnam · Nguyễn Công Phượng 51' | Al-Nasr Stadium, Dubaj Widzów: 14 205 Sędzia: Alireza Faghani |
|                                                   |                             |                                                                                     |                                  |                                                               |
|                                                   |                             | Rzuty karne                                                                         |                                  |                                                               |
| Abdul-Rahman · Baha’ Faisal · Samir · Ahmad Ersan |                             | Quế Ngọc Hải · Đỗ Hùng Dũng · Lương Xuân Trường · Trần Minh Vương · Bùi Tiến Dũng I |                                  |                                                               |

| 20 stycznia 2019 15:00 CET | Tajlandia · Supachai 31' | 1:2(1:0)Raport | Chiny · Xiao Zhi 67' · Gao Lin 71' (k.) | Hazza Bin Zayed Stadium, Al-Ajn Widzów: 8 026 Sędzia: Mohammed Abdulla Hassan Mohamed |
|                            |                          |                |                                         |                                                                                       |

| 20 stycznia 2019 18:00 CET | Iran · Dżahanbachsz 32' · Deżagah 41' (k.) | 2:0(2:0)Raport | Oman | Al Jazira Stadium, Abu Zabi Widzów: 31 945 Sędzia: César Arturo Ramos |
|                            |                                            |                |      |                                                                       |

| 21 stycznia 2019 12:00 CET | Japonia · Tomiyasu 20' | 1:0(1:0)Raport | Arabia Saudyjska | Malab asz-Szarika, Szardża Widzów: 6 832 Sędzia: Ravshan Ermatov |
|                            |                        |                |                  |                                                                  |

| 21 stycznia 2019 15:00 CET                   | Australia | 0:0 (dogr.) k. 4:2(0:0, 0:0, 0:0)Raport        | Uzbekistan | Sheikh Khalifa International Stadium, Al-Ajn Widzów: 6 809 Sędzia: Abdulrahman Al-Jassim |
|                                              |           |                                                |            |                                                                                          |
|                                              |           | Rzuty karne                                    |            |                                                                                          |
| Milligan · Behich · Kruse · Giannou · Leckie |           | Shukurov · Tukhtakhodjaev · Alibaev · Bikmayev |            |                                                                                          |

| 21 stycznia 2019 18:00 CET | Zjednoczone Emiraty Arabskie · Esmaeel 14' · Mabkhout 64' · Khalil 103' (k.) | 3:2 (dogr.)(1:1, 2:2, 3:2)Raport | Kirgistan · Murzajew 26' · Rustamow 90+1' | Zayed Sports City Stadium, Abu Zabi Widzów: 17 784 Sędzia: Fu Ming |
|                            |                                                                              |                                  |                                           |                                                                    |

| 22 stycznia 2019 14:00 CET | Korea Południowa · Hwang Hee-chan 43' · Kim Jin-su 105+2' | 2:1 (dogr.)(1:0, 1:1, 2:1)Raport | Bahrajn · Al Romaihi 77' | Al-Shabab Stadium, Dubaj Widzów: 7 658 Sędzia: Ryuji Sato |
|                            |                                                           |                                  |                          |                                                           |

| 22 stycznia 2019 17:00 CET | Katar · Al-Rawi 62' | 1:0(0:0)Raport | Irak | Malab Al Nahajjan, Abu Zabi Widzów: 14 701 Sędzia: Muhammad Taqi |
|                            |                     |                |      |                                                                  |

### Ćwierćfinały
| 24 stycznia 2019 14:00 CET | Wietnam | 0:1(0:0)Raport | Japonia · Doan 57' (k.) | Al-Nasr Stadium, Dubaj Widzów: 8 954 Sędzia: Mohammed Abdulla Hassan Mohamed |
|                            |         |                |                         |                                                                              |

| 24 stycznia 2019 17:00 CET | Chiny | 0:3(0:2)Raport | Iran · Taremi 17' · Azmun 31' · Ansarifard 90+1' | Al Jazira Stadium, Abu Zabi Widzów: 19 578 Sędzia: Abdulrahman Al-Jassim |
|                            |       |                |                                                  |                                                                          |

| 25 stycznia 2019 14:00 CET | Korea Południowa | 0:1(0:0)Raport | Katar · Hatem 78' | Zayed Sports City Stadium, Abu Zabi Widzów: 13 791 Sędzia: Ravshan Ermatov |
|                            |                  |                |                   |                                                                            |

| 25 stycznia 2019 17:00 CET | Zjednoczone Emiraty Arabskie · Mabkhout 68' | 1:0(0:0)Raport | Australia | Hazza Bin Zayed Stadium, Al-Ajn Widzów: 25 053 Sędzia: Ryuji Sato |
|                            |                                             |                |           |                                                                   |

### Półfinały
| 28 stycznia 2019 15:00 CET | Iran | 0:3(0:0)Raport | Japonia · Ōsako 56', 67' (k.) · Haraguchi 90+1' | Hazza Bin Zayed Stadium, Al-Ajn Widzów: 23 262 Sędzia: Chris Beath |
|                            |      |                |                                                 |                                                                    |

| 29 stycznia 2019 15:00 CET | Katar · Khoukhi 22' · Ali 37' · Al-Haydos 80' · Ismail 90+3' | 4:0(2:0)Raport | Zjednoczone Emiraty Arabskie | Al Jazira Stadium, Abu Zabi Widzów: 38 646 Sędzia: César Arturo Ramos |
|                            |                                                              |                |                              |                                                                       |

### Finał
| 1 lutego 2019 15:00 CET | Japonia · Minamino 69' | 1:3(0:2)Raport | Katar · Ali 12' · Hatem 27' · Ak. Afif 83' (k.) | Zayed Sports City Stadium, Abu Zabi Widzów: 36 776 Sędzia: Ravshan Ermatov |
|                         |                        |                |                                                 |                                                                            |

|  |  |

| BR              | 12 | Shūichi Gonda     |     |     |
| OB              | 19 | Hiroki Sakai      | 86' |     |
| OB              | 16 | Takehiro Tomiyasu |     |     |
| OB              | 22 | Maya Yoshida (k)  | 82' |     |
| OB              | 5  | Yūto Nagatomo     |     |     |
| PO              | 8  | Genki Haraguchi   |     | 62' |
| PO              | 7  | Gaku Shibasaki    | 20' |     |
| PO              | 18 | Tsukasa Shiotani  |     | 84' |
| PO              | 21 | Ritsu Doan        |     |     |
| NA              | 15 | Yūya Ōsako        |     |     |
| NA              | 9  | Takumi Minamino   |     | 89' |
| Substitutions:  |    |                   |     |     |
| NA              | 13 | Yoshinori Mutō    |     | 62' |
| PO              | 14 | Junya Itō         |     | 84' |
| PO              | 10 | Takashi Inui      |     | 89' |
| Selekcjoner:    |    |                   |     |     |
| Hajime Moriyasu |    |                   |     |     |

| BR             | 1  | Saad Al-Sheeb        |       |       |
| OB             | 15 | Bassam Al-Rawi       |       |       |
| OB             | 16 | Boualem Khoukhi      |       | 61'   |
| OB             | 4  | Tarek Salman         |       |       |
| OB             | 2  | Ró-Ró                | 90+3' |       |
| OB             | 3  | Abdelkarim Hassan    |       |       |
| PO             | 10 | Hassan Al-Haydos (k) |       | 74'   |
| PO             | 6  | Abdulaziz Hatem      |       |       |
| PO             | 23 | Assim Madibo         |       |       |
| NA             | 11 | Akram Afif           | 84'   |       |
| NA             | 19 | Almoez Ali           |       | 90+6' |
| Substitutions: |    |                      |       |       |
| PO             | 14 | Salem Al-Hajri       |       | 61'   |
| PO             | 12 | Karim Boudiaf        |       | 74'   |
| NA             | 7  | Ahmed Alaaeldin      |       | 90+6' |
| Selekcjoner:   |    |                      |       |       |
| Félix Sánchez  |    |                      |       |       |

|  |

| - Sędzia: - Ravshan Ermatov - Sędziowie asystenci: - Abdukhamidullo Rasulov - Jakhongir Saidov - Sędzia techniczny: - Ma Ning - Sędzia VAR: - Paolo Valeri - Sędziowie asystenci VAR: - Muhammad Taqi - Chris Beath |

## Strzelcy
9 goli
- Almoez Ali

4 gole
- Sardar Azmun
- Yūya Ōsako
- Eldor Shomurodov
- Ali Mabkhout

3 gole
- Mahdi Taremi
- Witalij Luks

2 gole
- Fahad Al-Muwallad
- Awer Mabil
- Mohamed Al-Romaihi
- Yu Dabao
- Wu Lei
- Sunil Chhetri
- Mohanad Ali
- Aszkan Deżagah
- Ritsu Doan
- Genki Haraguchi
- Bassam Al-Rawi
- Abdulaziz Hatem
- Boualem Khoukhi
- Hwang Ui-jo
- Kim Min-jae
- Hilal El-Helwe
- Muhsen Al-Ghassani
- Nguyễn Công Phượng
- Ahmed Khalil

1 gol
- Salem Al-Dawsari
- Mohammed Al-Fatil
- Housain Al-Moqahwi
- Hattan Bahebri
- Apostolos Giannou
- Chris Ikonomidis
- Jamie Maclaren
- Tom Rogic
- Jamal Rashid
- Gao Lin
- Xiao Zhi
- Stephan Schröck
- Jeje Lalpekhlua
- Anirudh Thapa
- Alaa Abbas
- Ali Adnan
- Bashar Resan
- Humam Tariq
- Karim Ansarifard
- Alireza Dżahanbachsz
- Saman Ghoddus
- Takumi Minamino
- Yoshinori Mutō
- Tsukasa Shiotani
- Takehiro Tomiyasu
- Baha’a Abdul-Rahman
- Musa Al-Taamari
- Tareq Khattab
- Anas Bani Jasin
- Akram Afif
- Hassan Al-Haydos
- Hamid Ismail
- Abdelkarim Hassan
- Achlidin Israiłow
- Mirłan Murzajew
- Tursunali Rustamow
- Hwang Hee-chan
- Kim Jin-su
- Pak Kwang-ryong
- Hasan Matuk
- Felix Michel
- Mohammed Al-Musalami
- Ahmed Kano
- Omar Al Somah
- Omar Kharbin
- Teerasil Dangda
- Supachai Jaided
- Thitipan Puangchan
- Chanathip Songkrasin
- Arslanmyrat Amanow
- Altymyrat Annadurdyýew
- Ahmet Ataýew
- Odil Ahmedov
- Jaloliddin Masharipov
- Javokhir Sidikov
- Nguyễn Quang Hải
- Quế Ngọc Hải
- Khamis Esmaeel
- Khalfan Mubarak

Gol samobójczy
- Ali Faez (w meczu przeciwko Wietnamowi)
- Pawieł Matiasz (w meczu przeciwko Chinom)